# Ким Дин
Ким Дин (9 февраля 1902, село Пуциловка, современный Приморский край — 28 сентября 1966, Алма-Ата, Казахская ССР) — корейский советский актёр, народный артист Казахской ССР (1962); заслуженный артист Казахской ССР (1952).

## Биография
В 1927—1929 годах Ким Дин учился на рабфаке во Владивостоке. В 1929 году организовал в родной деревне Пуциловке любительский кружок при школе крестьянской молодёжи и руководил им.
Был одним из организаторов и ведущим актёром Корейского музыкально-драматического театра (современный Государственный республиканский корейский театр музыкальной комедии), в труппе которого работал с 1932 года до конца жизни. Первая значительная роль — До Рен в спектакле «Сказание о девушке Чун Хян» Ли Ден Нима и Ен Сен Нена. Многогранный актёр Ким Дин играл разнообразные роли: Тян Мен Хи («Южнее 38-й параллели» Тхай Дян Чуна), Сен Фыр, Эк Се («Радостная жизнь» и «Ариран» Цай Ена), Староста («Патриот» Сон Ена), Черепаха («Сказание о зайце» Н. В. Ни) и другие. Лучшие роли — старика Ен Хвы («Незабываемые дни» Цай Ена), молодого знатного юноши Ли Мон Нена («Сказание о девушке Чун Хян» Ли Ден Нима и Ен Сен Нена), революционера Хон Бом До (одноименная драма Тхай Дян Чуна).
К творческим удачам актера относятся также роли: Карабай («Козы Корпеш — Баян сулу» Габита Мусрепова), Абыз («Енлик — Кебек» Мухтара Ауэзова), Швандя («Любовь Яровая» Констинтина Тренёва), Забелин («Кремлёвские куранты» Николая Погодина), Гайдай («Гибель эскадры» Александра Корнейчука), Забродин («Ленинградский проспект» Исидор Штока), Лапшин («В поисках радости» Виктора Розова), Левшин, Павлин («Враги», «Егор Булычёв и другие» Максима Горького), Городничий («Ревизор» Николая Гоголя), Дикой («Гроза» Александра Островского), Отелло («Отелло» Уильяма Шекспира), Миллер («Коварство и любовь» Фридриха Шиллера), Панталоне («Слуга двух господ» Карло Гольдони) и другие.
С 1952 года — член КПСС.
Скончался 28 сентября 1966 года. Похоронен на Центральном кладбище Алма-Аты.

## Награды и звания
- Народный артист Казахской ССР (1962)
- Орден «Знак Почёта» (3 января 1959) —за выдающиеся заслуги в развитии казахского искусства и литературы и в связи с декадой казахского искусства и литературы в гор. Москве
- Заслуженный артист Казахской ССР (1952)